# Necyla pupa
Necyla pupa är en insektsart som beskrevs av Navás 1927. Necyla pupa ingår i släktet Necyla och familjen fångsländor. Inga underarter finns listade i Catalogue of Life.